# Stephan Endlicher
Stephan Friedrich Ladislaus Endlicher (Bratislava, 24 juni 1804 - Wenen, 28 maart 1849) was een Oostenrijks botanicus en sinoloog. Van 1839 tot 1849 was hij directeur van de botanische tuin en het botanisch museum van de Universiteit van Wenen.

## Leven
Endlicher studeerde aanvankelijk filosofie in Pest en van 1823 tot 1826 theologie in Wenen. In 1826 ging hij, op aandringen van zijn vader natuurwetenschappen en met name botanie studeren. In 1828 kreeg hij een aanstelling als medewerker van de Hofbibliotheek, waar hij de verzameling handschriften reorganiseerde en opnieuw ordende. In zijn vrije tijd bleef hij botanie studeren, en daarnaast studeerde hij Oost-Aziatische talen. Lange tijd schreef hij aan een fundamentele Chinese grammatica. Zijn eerste botanische verhandeling, Flora Posoniensis, over de flora van Pressburg (Bratislava) publiceerde hij in 1830. In 1836 werd hij curator van de botanische afdeling van het Koninklijk Natuurhistorisch Museum van Wenen. Als curator van het botanisch departement bracht hij de afzonderlijke herbariumcollecties bijeen in één wetenschappelijk geordend algemeen herbarium, waar hij, als gift, zijn eigen collectie van 30.000 plantensoorten aan toevoegde. Vanaf 1839 was hij hoogleraar en directeur van de botanische tuin. In die functies was hij de opvolger van Jacquin. Hij stelde de voor zijn tijd omvangrijkste beschrijving van het plantenrijk op volgens een natuurlijk systeem. Samen met Franz Unger (1800-1870) gaf hij in 1843 een nieuwe druk van Grundzüge der Botanik uit, waarin op zijn aandringen voor het eerst afbeeldingen in de tekst werden opgenomen. Met Joseph von Hammer-Purgstall (1774-1856) slaagde hij er in 1846-47 in de Keizerlijke Akademie van Wetenschappen op te richten. Hij was een van de eerste veertig leden maar toen hij een jaar na de stichting een conflict kreeg met Hammer-Pugstall over het voorzitterschap, verliet hij de akademie weer.
In het revolutiejaar 1848 sloot Endlicher zich aan bij de liberale vrijheidsbeweging en werd in het Frankfurter parlement en in de Rijksdag van Kremsier (Kroměříž) gekozen. Door zijn pogingen een bemiddelende rol te spelen in de politieke conflicten van dat moment, werd hij door studenten belaagd en door de regering van hoogverraad beschuldigd, waarna hem niet veel anders overbleef dan te vluchten. Kort na zijn terugkomst stierf hij plotseling.
Endlichers grootste botanische verdienste ligt in de door hem opgestelde natuurlijke classificatie van planten, die hij publiceerde in zijn Genera plantarum secundum ordines naturales disposita (1836-1850), en enige tijd na aan dat werk begonnen te zijn, in Enchiridion botanicum (1841). Dat werk is tot vrij recent een standaardwerk van de botanie gebleven.
Naast deze publicaties werkte Endlicher ook nog mee aan een aantal andere, waarvan Nova genera ac species plantarum van Eduard Friedrich Poeppig (1798-1868), en Flora brasiliensis, met Carl Friedrich Philipp von Martius (1794-1868), de belangrijkste zijn.
Endlicher beschreef veel nieuwe plantengeslachten, waarvan Sequoia waarschijnlijk het bekendste is.
Endlicher's botanische manuscripten en correspondentie bevinden zich nu het botanisch departement van het Koninklijk Museum in Wenen.
In 1932 werd in de Weense wijk Favoriten de "Endlichergasse" naar hem vernoemd.

## Werk
Een onvolledig overzicht van Endlichers belangrijkste werk, waarvan een groot deel online is in te zien:
- Flora Posoniensis, exhibens plantas circa Posonium sponte crescentes aut frequentius cultas, methodo naturali dispositas, Bratislava, (1830)
- Meletemata botanica, Wenen, (1832) (samen met Heinrich Wilhelm Schott) online op Biodiversity Heritage Library
- Prodromus florae norfolkicae, Wenen, (1833) online op Biodiversity Heritage Library
- Atakta botanica: nova genera et species plantarum descripta et iconibus illustrata, Wenen, (1833–1835)
- Nova genera ac species plantarum quas in regno chilensi, peruviano et in terra amazonica [...] legit, Leipzig, (1835–1845) (samen met Eduard Friedrich Poeppig) online op Biodiversity Heritage Library
- Bemerkungen über die Flora der Südseeinseln 1 in: Ann. Mus. Wien 1: 129-190, Wenen, (1836) online op Biodiversity Heritage Library
- Genera plantarum secundum ordines naturales disposita, Wenen, (1836–1850) online op Biodiversity Heritage Library en Real Jardín Botánico, Madrid
- Iconographia generum plantarum, Wenen, (1837–1841)
- Grundzüge einer neuen Theorie der Pflanzenzeugung, Wenen, (1838)
- Flora Brasiliensis, Leipzig, (1840-1915) online op Biodiversity Heritage Library
- Enchiridion botanicum, Leipzig, (1841) online op Biodiversity Heritage Library
- Grundzüge der Botanik, Wenen, (1843) (samen met Franz Unger)
- Anfangsgründe der chinesischen Grammatik, (1843)
- Synopsis Coniferarum, Sankt Gallen, (1847) online op Biodiversity Heritage Library

## Eponiemie
Geslachten waarin Endlicher is vernoemd:
- Endlicheria Nees, 1833, nom. cons. (Lauraceae)
- Endlichera Presl, 1832, nom. rej. (Rubiaceae)

Enkele voorbeelden van plantensoorten met een epitheton waarin Endlicher is vernoemd:
- Eryngium endlichii H.Wolff (Apiaceae)
- Senecio endlicheri DC. (Asteraceae)
- Carex endlichii Kük. (Cyperaceae)
- Quercus endlichiana Trel. (Fagaceae)
- Hibiscus endlicheri Walp. (Malvaceae)
- Acacia endlicheri Meisn. (Mimosaceae)
- Pinus endlicheriana Roezl (Pinaceae)
- Limonium endlichianum S.F.Blake (Plumbaginaceae)
- Rubus endlicheri Gayer (Rosaceae)
- Salix endlichii Seemen (Salicaceae)
- Solanum endlicheri Dunal (Solanaceae)
- Daphne endlicheriana Halda (Thymelaeaceae)

- Bibsys: 14021325
- Bibliothèque nationale de France: cb135172884 (data)
- Author citation (botany): Endl.
- Catàleg d'autoritats de noms i títols de Catalunya: 981058514511506706
- CiNii: DA01918115
- Stuttgart Database of Scientific Illustrators 1450–1950: 3476
- Gemeinsame Normdatei: 100122434
- International Standard Name Identifier: 0000 0001 1027 0838
- Library of Congress Control Number: nr00026966
- Nationale Bibliotheek van Tsjechië: ola2002145264
- Nationale bibliotheek van Australië: 36363638
- Nationale Bibliotheek van Israël: 987007286719505171
- Nationale Bibliotheek van Polen: a0000001681772
- Nationale en Universitaire bibliotheek Zagreb: 000097372
- Nederlandse Thesaurus van Auteursnamen: 070332037
- Réseau des bibliothèques de Suisse occidentale: 02-A000057338
- LIBRIS: 239841
- SNAC: w6870640
- Système universitaire de documentation: 035628359
- Museum of New Zealand Te Papa Tongarewa: 49898
- Trove: 1251294
- Virtual International Authority File: 54303131
- WorldCat: E39PBJr7YmhyJKYyKMgwct69Xd